# Thelcticopis truculenta
Thelcticopis truculenta är en spindelart som beskrevs av Karsch 1884. Thelcticopis truculenta ingår i släktet Thelcticopis och familjen jättekrabbspindlar. Inga underarter finns listade i Catalogue of Life.